# Gertrude Robinson
Gertrude Robinson (Nova York, 7 d’octubre de 1890 – Hollywood (Califòrnia), 19 de març de 1962) va ser una actriu infantil de teatre i de cinema mut.

## Biografia
Gertrude Robinson va néixer i es va educar a Nova York. Va iniciar la seva carrera artística als quatre anys com a actriu infantil al teatre en el paper d’Eliza a l’obra “Uncle Tom’s Cabin”. Entre papers en les obres en les que va participar es poden esmentar el de Joseph a “Sapho” (1900) amb Olga Nethersole, una de les nenes de l’obra a “The Bonnie Briar Bush” (1901), “The Fistborn”, “A Midsummer Night’s Dream”, Menie ja crescuda a “Rip Van Winkle” i Tierza a “Ben Hur”, amb William S. Hart i Dustin Farnum.
El 1908 Inicià la seva carrera cinematogràfica amb 18 anys de mà de la Biograph, on coincidiria amb el seu futur marit James Kirkwood. Tot i ser moltes vegades actriu secundària, a la Biograph protagonitzà algunes pel·lícules de D. W. Griffith com “Pippa Passes” (1909) o “What the Daisy Said” (1910). El 1911 va passar a la Reliance on fou protagonista de la majoria de pel·lícules que interpretà. Posteriorment, el 1913, passà a la Victor on seria dirigida en moltes de les pel·lícules per James Kirkwood, amb qui s'acabà casant el 30 de setembre de 1916. El 1914, ella i Kirkwood retornaren a la Biograph per participar en nombrosos curts protagonitzats per Blanche Sweet. A partir de 1916 actuaria per diverses productores (Famous Players, Gaumont) però la seva carrera aniria minvant i ja no consta cap en cap pel·lícula sonora. Va morir el 19 de març als 71 anys.

## Filmografia

### Biograph (1908-1910)
- The Feud and the Turkey (1908)
- The Test of Friendship (1908)
- An Awful Moment (1908)
- One Touch of Nature (1909)
- The Fascinating Mrs. Francis (1909)
- Those Awful Hats (1909)
- The Cord of Life (1909)
- The Girls and Daddy (1909)
- A Burglar's Mistake (1909)
- Jones and His New Neighbors (1909)
- The Drive for a Life (1909)
- Jones and the Lady Book Agent (1909)
- Two Memories (1909)
- The Way of Man (1909)
- They Would Elope (1909)
- The Sealed Room (1909)
- The Little Darling (1909)
- The Hessian Renegades (1909)
- Getting Even (1909)
- The Broken Locket (1909)
- In Old Kentucky (1909)
- A Fair Exchange (1909)
- Pippa Passes (1909)
- The Little Teacher (1909)
- His Lost Love (1909)
- The Expiation (1909)
- Lines of White on a Sullen Sea (1909)
- What's Your Hurry? (1909)
- The Gibson Goddess (1909)
- Nursing a Viper (1909)
- The Light That Came (1909)
- The Restoration (1909)
- Two Women and a Man (1909)
- The Open Gate (1909)
- The Mountaineer's Honor (1909)
- The Trick That Failed (1909)
- In the Window Recess (1909)
- The Death Disc: A Story of the Cromwellian Period (1909)
- Through the Breakers (1909)
- A Corner in Wheat (1909)
- In Little Italy (1909)
- To Save Her Soul (1909)
- The Day After (1909)
- The Heart of an Outlaw' (1909)
- The Woman from Mellon's (1910)
- The Duke's Plan (1910)
- One Night, and Then — (1910)
- The Englishman and the Girl (1910)
- The Newlyweds (1910)
- The Love of Lady Irma (1910)
- Gold Is Not All (1910)
- The Purgation (1910)
- Never Again (1910)
- A Midnight Cupid (1910)
- What the Daisy Said (1910)
- A Child's Faith (1910)
- A Flash of Light (1910)
- As the Bells Rang Out! (1910)
- A Salutary Lesson (1910)
- The Usurer (1910)
- An Old Story with a New Ending (1910)
- The Sorrows of the Unfaithful (1910)
- Wilful Peggy (1910)
- The Affair of an Egg (1910)
- A Summer Idyll (1910)
- A Mohawk's Way (1910)
- In Life's Cycle (1910)
- A Summer Tragedy (1910)
- The Oath and the Man (1910)
- Rose O'Salem Town (1910)
- Examination Day at School (1910)
- That Chink at Golden Gulch (1910)
- The Masher (1910)
- The Two Paths (1911)

### Reliance (1911-1913)
- The Broken Doll (1910)
- In the Gray of the Dawn (1910)
- The Vows (1911)
- Souls Courageous (1911)
- Her Mother's Sins (1911)
- In the Tepee's Light (1911)
- The Harvest (1911)
- The Orphan (1911)
- Thou Shalt Not Steal (1911)
- His Dream (1911)
- The Cobbler (1911)
- For His Sake (1911)
- A Narrow Escape (1911)
- Divorce (1911)
- The Greater Love (1911)
- The Track Walker (1911)
- The Moonshiners (1911)
- A Daughter of Italy (1911)
- The Birth-Mark (1911)
- The Gangfighter (1912)
- The Deception (1912)
- Solomon's Son (1912)
- The Stolen Letter (1912)
- Wanted a Wife (1912)
- The Gambler's Daughter (1912)
- The Better Man (1912)
- Jealousy (1912)
- A Tragic Experiment (1912)
- Fur Smugglers (1912)
- When the Heart Calls  (1912)
- Love Is Blind (1912)
- The Return of John Gray (1912)
- The Recoil (1912)
- The Miser's Daughter (1912)
- Father Beauclaire (1912)
- His Mother's Son (1912)
- Kaintuck (1912)
- Votes for Women  (1912)
- Before the White Man Came (1912)
- Grandpa (1912)
- At Cripple Creek (1912)
- Love Me, Love My Dog (1912)
- The Wood Nymph (1912)
- Phillip Steele (1912)
- The Two Fathers (1912)
- North of Fifty-Three (1912)
- The True Love (1912)
- A Man Among Men (1912)
- One Against One (1912)
- Love Knows No Laws (1912)
- For Love of Her (1912)
- Caleb West (1912)
- The Geranium  (1912)
- The Peddler's Find (1912)
- Men Who Dare (1912)
- Trials of Faith (1912)
- The Faith Healer (1912)
- Joe's Reward (1912)
- The Old Mam'selle's Secret (1912)
- The Fires of Conscience (1912)
- Duty and the Man (1913)
- A Jolly Good Fellow (1913)
- The Open Road (1913)
- The Strike Leader (1913)
- Bud Tilton, Mail Thief (1913)
- The Bells (1913)
- Just Jane (1913)
- The Vengeance of Heaven (1913)

### Victor (1913)
- The Prima Donna (1913)
- Loneliness and Love (1913)
- The Unseen Influence (1913)
- The Unknown (1913)
- Good for Evil (1913)
- The Plaything (1913)
- The Kidnapped Train (1913)
- Sincerity  (1913)
- His Daughter (1913)
- Brother and Sister (1913)
- A Modern Witness (1913)
- A Nihilist Vengeance (1913)
- Marooned (1913)
- In After Years (1913)
- Nature's Vengeance (1913)
- The Ghost (1913)
- His Vacation (1913)
- A Bride from the Sea (1913)
- The Wedding Gown (1913)

### Biograph (1913-1915)
- The Girl Across the Way (1913)
- A Cure for Suffragettes (1913)
- The Sentimental Sister (1914)
- Classmates (1914)
- Judith of Bethulia (1914)
- Strongheart (1914)
- Men and Women (1914)
- Colomba (1915)
- The Gambler of the West (1915)
- The Indian (1916)

### Actuacions posteriors per diverses companyies
- Fires of Conscience (1914, Nestor)
- Beverly of Graustark (1914, Klaw & Erlanger)
- May Blossom (1915) (Famous Players Film Co.)
- The Arab (1915, Jesse L. Lasky Feature Play Co.)
- The Concealed Truth (1915, Ivan Film Prod.)
- As a Woman Sows (1916, Gaumont Co.)
- The Haunted Manor (1916, Gaumont Co.)
- The Quality of Faith (1916, Gaumont Co.)
- Flames of Vengeance (1918, Gaumont Co.)
- The Yellow Hound (1918) Supreme Film Co.)
- A Woman of Impulse (1918, Famous Players-Lasky Corp.)
- A Gay Old Dog (1919, Hobart Henley Prod. Inc.)
- Milestones (1920, Goldwyn Pictures Corp.)
- Wellcome to Our City (1922, San Antonio Pictures)
- On Thin Ice (1925, Warner Bros.)